# Ямбургский уезд
Я́мбургский уе́зд (первоначально Ямско́й уе́зд, с 1922 года — Ки́нгисеппский) — административно-территориальная единица первоначально в составе Водской пятины, затем в Санкт-Петербургской губернии Российской империи и РСФСР, существовавшая в 1727—1927 годах. Уездный город — Ямбург. В настоящее время на территории уезда расположен Кингисеппский район.

## География
Ямбургский уезд располагался в западной части Санкт-Петербургской губернии и граничил с Петергофским уездом на севере, Царскосельским уездом на востоке, Лужским и Гдовским уездами на юге и Эстляндской губернией на западе.
Площадь уезда в 1897 году составляла 3527,4 вёрст² (4014 км²), в 1926 году — 4735 км².

### Современное положение
Территория бывшего Ямбургского уезда входит в состав Кингисеппского, Волосовского и Сланцевского районов Ленинградской области.
Небольшая часть Ямбургского уезда принадлежит Эстонской республики, там расположен город Нарва.

## История
В 1497/98 году Ямской уезд с центром в городе Ям располагался в Новгородской земле, бо́льшая часть его территории лежала в Водской пятине и незначительная (местность между реками Наровой и Лугой) — в Шелонской пятине. По Столбовскому миру 1617 года эта территория перешла под власть Швеции. Ям стал называться Ямбургом и являлся одним из центров шведской Ингерманландии.

### В Российской империи
В 1703 году в ходе Северной войны крепость и близлежащие земли вернулась в состав России. В 1708 году территория перешла в личное владение Меншикова и вернулась в казну лишь после его ссылки.
Уезд был образован в составе губернии при упразднении дистриктов в 1727 году как часть Санкт-Петербургской провинции Санкт-Петербургской губернии.
1 января 1780 года по указу Екатерины II в составе Санкт-Петербургской губернии введено новое уездное деление. В связи с этим часть территории Ямбургского уезда вошла в состав вновь образованных Ораниенбаумского и Нарвского уездов. Основным занятием жителей было сельское хозяйство и продажа его продуктов в столицу. В самом же Ямбурге во второй половине XIX века открылись промышленные предприятия. В 1796 году Нарвский уезд был упразднен, его территория вошла в состав Ямбургского уезда.

### Революция и советская власть
14 ноября 1917 года Нарвская городская управа направила в Петроград прошение о выделении Нарвы из состава Ямбургского уезда и передаче её в Эстляндскую губернию. 16 ноября 1917 года просьба была удовлетворена.
В связи с провозглашением независимости Эстонии в 1918 году, Ямбургский уезд стал пограничным регионом советской России.
В соответствии с Тартуским мирным договором из состава уезда были выведены и переданы Эстонии территории вдоль реки Наровы(с финно-угорским населением). Также эстонским стал и Ивангород. 
В 1922 году уезд был переименован в Кингисеппский в связи со сменой названия его центра (Ямбурга) в честь эстонского революционера Виктора Кингисеппа.
1 августа 1927 года при образовании Ленинградской области на территории уезда было образовано четыре района: Кингисеппский, Котельский, Молосковицкий районы Кингисеппского округа и Осьминский район Лужского округа.
Между районами территория уезда была распределена следующим образом:
- Врудская волость — Робитицкий сельсовет, деревни Ославье и Рогатино Ославского сельсовета, деревни Домашковицы и Сяглицы Сяглицкого сельсовета вошли в состав Волосовского района, остальная территория волости (13 сельсоветов) — в состав Молосковицкого района.
- Кингисеппская волость — 18 сельсоветов вошло в состав Кингисеппского района, Беседский и Недоблицкий сельсовет — в состав Молосковицкого района.
- Котельская волость — посёлок Ново-Стеклянный Пилловского сельсовета вошёл в состав Кингисеппского района, остальная территория волости — в состав Котельского района.
- Ложголовская волость — деревня Муравейно Муравейнского сельсовета вошла в состав Кингисеппского района, остальная территория (14 сельсоветов) — в состав Осьминского района Лужского округа.
- Молосковицкая волость — 15 сельсоветов вошли в состав Молосковицкого района, Сабский (без селения Редкино), Хотнежский и Твердятский сельсоветы — в состав Осьминского района Лужского округа.
- Нарвская волость — Волковский, Куровицкий, Больше-Кузёмкинский, Новодеревенский и Орельский сельсоветы вошли в состав Кингисеппского района, Липовский, Курголовский, Конновский, Кирьямский, Кракольский, Островский и Песковский сельсоветы — в состав Котельского района.
- Осьминская волость — полностью (14 сельсоветов) вошла в состав Осьминского района Лужского округа.
- Сойкинская волость — полностью (9 сельсоветов) вошла в состав Котельского района.

## Административное деление
В 1890 году в состав уезда входило 12 волостей
| № п/п | Волость      | Волостное правление | Число селений | Население |
| ----- | ------------ | ------------------- | ------------- | --------- |
| 1     | Врудская     | с. Вруда            | 26            | 2592      |
| 2     | Горская      | с. Новопятница      | 24            | 4229      |
| 3     | Княжевская   | с. Ильеши           | 32            | 3407      |
| 4     | Котельская   | с. Большой Конец    | 33            | 4889      |
| 5     | Лужицкая     | д. Косколово        | 27            | 4732      |
| 6     | Наровская    | д. Куземкино        | 28            | 6563      |
| 7     | Ополицкая    | с. Ополье           | 21            | 3277      |
| 8     | Ратчинская   | с. Ратчино          | 13            | 2800      |
| 9     | Редкинская   | мыза Редкино        | 26            | 3653      |
| 10    | Стремленская | д. Малое Стремление | 33            | 4864      |
| 11    | Яблоницкая   | д. Яблоницы         | 17            | 2444      |
| 12    | Ястребинская | д. Ястребино        | 38            | 3891      |

В 1913 году в состав уезда также входило 12 волостей.
Постановлением Президиума ВЦИК от 14 февраля 1923 года было утверждено деление уезда на 10 волостей (Молосковицкая, Горская, Наровская, Осьминская, Сойкинская, Ложголовская, Котельская, Ястребинская, Врудская, Редкинская волости).
Постановлением Президиума ВЦИК от 7 февраля 1927 года было произведено укрупнение волостей. Уезд разделён на 8 волостей: Врудская (центр — селение Большая Вруда), Кингисеппская, Котельская, Ложголовская, Молосковицкая, Нарвская (центр — селение Кузёмкино), Осьминская, Сойкинская (центр — селение Косколово).

## Население
По данным переписи П. И. Кёппена 1848 года, в Ямбургском уезде проживали: водь — 3673 чел., ижора — 7493 чел., эурямёйсет — 573 чел., савакоты — 5904 чел., финны — 0 чел., эсты — 80 чел., немцы — 1776 чел., цыгане — 58 чел. Всего 19 557 человек национальных меньшинств, русское население данной переписью не учитывалось.
По данным переписи 1897 года в уезде проживало 81 972 чел. В том числе русские — 50,9 %, эстонцы — 21,9 %, финны (финляндские и ингерманландские) — 14,2 %, ижора — 7,8 %. В Ямбурге проживало 4 584 чел., в Нарве — 16 599 чел.
По итогам всесоюзной переписи населения 1926 года население уезда составило 84 738 человек, из них городское (Кингисепп) — 5003 человек.